# Hörnbrücke

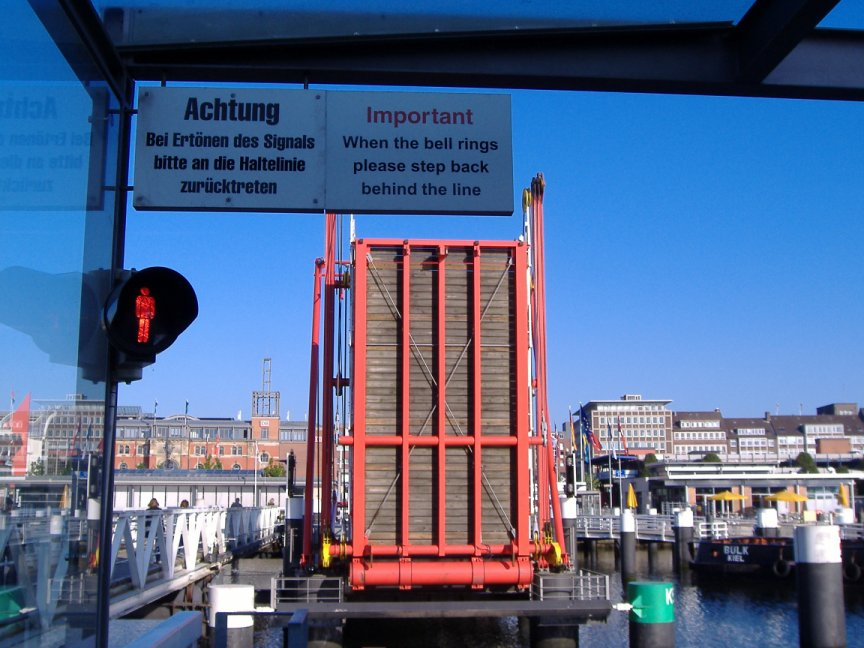
Hörnbrücke, für Fußgänger und Radfahrer geschlossen, für den Schiffsverkehr geöffnet

Funktionsprinzip

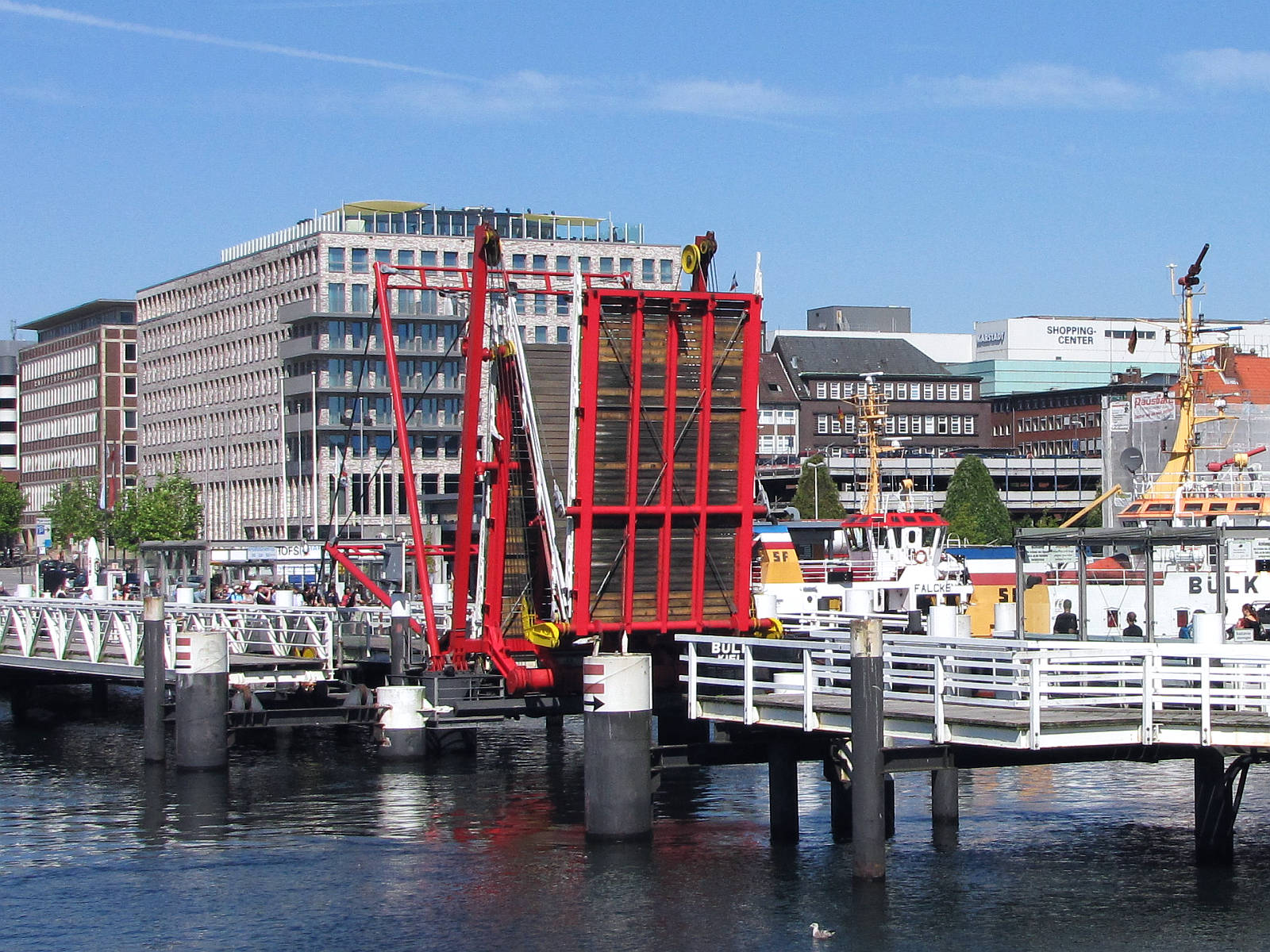
Schrägansicht Hörnbrücke beim Klapp-Vorgang

Die Hörnbrücke ist eine dreigliedrige Faltbrücke (Dreifeldzugklappbrücke) für Fußgänger und Fahrradfahrer über die Hörn im Hafen von Kiel, der Landeshauptstadt von Schleswig-Holstein, welche die einzige Brücke weltweit ist, die nach diesem Prinzip (Dreifeldzugklappprinzip) funktioniert.

## Lage und Funktion
Die Fußgängerbrücke wurde 1997 fertiggestellt und verbindet unmittelbar gegenüber dem Kieler Hauptbahnhof das Stadtzentrum am Westufer der Hörn mit dem Stadtteil Gaarden-Ost, dem Germaniahafen samt angrenzendem Hochhauscenter und dem Norwegenkai am Ostufer. Sie gehört zu den architektonischen und technischen Attraktionen der Stadt und ist ein wichtiger Verkehrsweg für Fußgänger und Radfahrer. Erstellt wurde sie in erster Linie, um den auf dem Ostufer der Hörn gelegenen Norwegenkai mit dem Kieler Stadtzentrum und dem Bahnhof zu verbinden.
Außer der Bedeutung für den Fährverkehr nach Norwegen hat die Hörnbrücke ebenfalls eine wichtige Rolle für die Verbindung vom Kieler Stadtteil Gaarden-Ost zur Innenstadt übernommen und ist während der Kieler Woche ein so sehr frequentierter Weg von und zu den rund um die Hörn gelegenen Veranstaltungsorten, dass die Überquerung zeitweise nur in einer Richtung erlaubt oder ihre Überquerung gar ganz untersagt wird.
Die Hörnbrücke wird planmäßig etwa zwölfmal täglich für jeweils eine Viertelstunde und zusätzlich bei Bedarf (beispielsweise während der Kieler Woche für Regattabegleitfahrten) für den Schiffsverkehr geöffnet.
Die Hörnbrücke ist zudem Anfangs- oder Endpunkt einer im Mai 2004 eröffneten touristischen Ferienstraße, die Deutsche Fährstraße von Bremervörde bis zur Kieler Förde.

## Architektur und Bau
Geplant wurde die Brücke von Volkwin Marg von der Architektengemeinschaft Gerkan, Marg und Partner und Jörg Schlaich vom Ingenieurbüro Schlaich Bergermann und Partner. Sie ist 25,6 Meter lang, 5 Meter breit und aus Stahl gebaut. Der mit in den Boden eingelassenen Lampen versehene Gehweg bestand ursprünglich aus Holz und wurde 2012 durch einen rutschfesten Kunststoffbelag ersetzt. Die Baukosten betrugen 19,9 Millionen DM (etwa 11 Millionen Euro). Nicht zuletzt dafür wurde sie von vielen Kielern zunächst skeptisch betrachtet. Die Fertigstellung der Brücke verzögerte sich mehrfach, so dass für etwa eine Million DM zunächst eine hydraulisch betriebene Schubbrücke gebaut wurde, die die Überquerung für die Passagiere von und nach Oslo sicherstellt. Sie ist direkt neben der Faltbrücke gelegen und wird während Reparatur- oder Wartungsarbeiten als Ersatzbrücke verwendet.

## Technische Probleme
Bei der Hörnbrücke kommen immer wieder technische Probleme vor, die meist dazu führen, dass sie nicht ausgeklappt werden kann. In diesen Fällen kommt die Ersatzbrücke zum Einsatz. Im Oktober 2023 konnte die Brücke jedoch wegen eines defekten Bolzens nicht wieder aufgeklappt werden. Dies beeinträchtigte den Fährbetrieb der Schlepp- und Fährgesellschaft Kiel, da sich hinter der Brücke eine Tankstation befindet und dort auch die Fäkalien entsorgt werden und das Frischwasser aufgefüllt wird. Die Brücke konnte nach vier Tagen wieder geöffnet werden, doch wegen weiterer Reparatur- und Wartungsarbeiten sei ein regulärer Betrieb erst wieder im Frühjahr zu erwarten.[veraltet]